# Kevin Mensah
Kevin Niclas Mensah (Viborg, 15 maggio 1991) è un calciatore danese di origini ghanesi, attaccante del Brøndby.

## Carriera

### Club
Ha giocato nella prima divisione danese.

### Nazionale
Ha giocato numerose partite con le varie nazionali giovanili danesi.

## Palmarès

### Club

#### Competizioni nazionali
- Campionato danese: 1

Brøndby: 2020-2021
- Coppa di Danimarca: 1

Brøndby: 2017-2018